# Motýl vzlétl k záři
Motýl vzlétl k záři (v anglickém originále Stage Door) je americké komediální drama z roku 1937, režírované Gregory La Cavou. Hlavní role ve filmu ztvárnili Katharine Hepburnová, Ginger Rogersová a Adolphe Menjou.

## Příběh
Jednoho dne se Terry Randallová (Katharine Hepburnová) ubytuje v přeplněném divadelním penzionu Footlight Club v New Yorku, kde bydlí spousta mladých a ctižádostivých hereček, které stále čekají na svou první velkou roli. Kvůli Terryinu uhlazenému vystupování a mírně nadřazenému přístupu ji většina hereček jen odsuzuje a často ji pomlouvají, stejně jako místní stravu, muže i zdejší hereckou učitelku Anne Lutherovou (Constance Collierová). Terry však jako herečka také teprve začíná, ale kvůli své kráse a talentu má nad ostatními podstatně navrch. Navíc také pochází z bohaté středozápadní rodiny a vlastní spoustu drahého oblečení, které jí nejen její spolubydlící Jean Maitlandová (Ginger Rogersová) závidí.
Když jednou večer Jean a její taneční partnerka Annie vystupují v jednom z nočních klubů, všimne si jich vlivný divadelní producent Anthony Powell (Adolphe Menjou), kterému se Jean zalíbí a pokusí se jí pomoct s hledáním její první vážné role. Jean se do něj postupně také zamiluje. Mezitím však další z hereček z penzionu Kay Hamiltonová (Andrea Leedsová) se po dřívějším velkém úspěchu pokusí znovu zažádat o schůzku s Powellem, který ji však už třetí týden odmítá. Kay se zoufale snaží získat roli ve hře Enchanted April (~ Čarovný duben) a když zjistí, že Powell jejich schůzku opět zrušil, přímo před sekretářkou omdlí, avšak Terry, hned poté co ji uvidí, naštvaně vrthne do Powellovy soukromé kanceláře a začne mu vyčítat jeho bezcitnost. Při této příležitosti Terry na Powella také zapůsobí a s finanční podporou jejího otce, který si však nepřeje, aby se stala herečkou a přeje si aby na jevišti selhala, si Terry nakonec Powell pozve k sobě domů na pohovor. Terry se však záletnickým Powellem nenechá svést jako se to málem stalo její spolubydlící Jane. Právě ona se u Powella také neohlášeně objeví a poté, co Terry předstírá, že se ji Powell pokouší svést, rychle a naštvaně odejde. Za její „záchranu“ před Powellem se však Terry díků nedočká, a kromě naštvání Jean také zlomí srdce své kamarádce Kay, které takto omylem přebrala její vysněnou roli.
Nezkušená Terry je však při divadelních zkouškách naprosto nemožná a Powell se proto pokusí s jejím otcem smlouvu zrušit. Terry se však nakonec dostane až na premiéru, ale těsně před svým výstupem se od Jean dozví, že zoufalá Kay spáchala sebevraždu. Terry se hned na to rozhodne nevystoupit, ale její učitelka Anne Lutherová ji nakonec přesvědčí. Terry zarmoucená smrtí své kamarádky nakonec podá excelentní výkon a hra se stane hitem. Při svém závěrečném projevu projeví poctu zesnulé Kay a nakonec se s Jean i usmíří.

## Obsazení
| Katharine Hepburnová | Terry Randallová                                  |
| Ginger Rogersová     | Jean Maitlandová                                  |
| Adoplhe Menjou       | Anthony Powell                                    |
| Gail Patricková      | Linda Shaw                                        |
| Constance Collierová | Anne Lutherová                                    |
| Andrea Leedsová      | Kay Hamiltonová                                   |
| Samuel S. Hinds      | Henry Sims (Terryin otec)                         |
| Lucille Ballová      | Judy Canfieldová                                  |
| Eve Ardenová         | Eva                                               |
| Ann Millerová        | Annie                                             |
| Franklin Pangborn    | Harcourt (Powellův komorník)                      |
| Phyllis Kennedy      | Hattie (kuchařka a uklízečka ve Footlights Clubu) |

## Ocenění

### Vítězství
- 1937 – Gregory La Cava – Cena New York Film Critics Circle za nejlepší režii[1]

### Nominace
- 1937 – Katharine Hepburnová – Cena New York Film Critics Circle pro nejlepší herečku.
- 1938 – Oscar za nejlepší film
- 1938 – Gregory La Cava – Oscar za nejlepší režii
- 1938 – Andrea Leedsová – Oscar za nejlepší ženský herecký výkon ve vedlejší roli
- 1938 – Anthony Veiller, Morrie Ryskind – Oscar za nejlepší adaptovaný scénář